# 破庵祖先
破庵祖先（はあん そせん）は、南宋時代の僧で臨済宗虎丘派に属する。その法系は破庵派として知られる。

## 生涯
紹興6年（1136年）、広安軍渠江県で生まれる。俗姓は王。羅漢院の徳祥の許で出家した後、衢州烏巨山の密庵咸傑の許で印可を得て、松源崇嶽・曹源道生と共に密庵下の三傑と呼ばれた。密庵と共に蔣山に移った後に帰郷し、夔州の臥龍山咸平禅院、平江府の秀峰禅院及び穹窿山福臻禅院、臨安府の広寿慧雲禅院、湖州の鳳山資福禅院の住持となった。
嘉定14年6月9日（1221年6月30日）に示寂。法臘49。破庵和尚語録、破庵先禅師語要を遺す。法嗣に無準師範、石田法薫、独庵道儔及び即庵慈覚がいる。